# Actorthia kozlovi
Actorthia kozlovi är en tvåvingeart som beskrevs av Zaitzev 1974. Actorthia kozlovi ingår i släktet Actorthia och familjen stilettflugor. Inga underarter finns listade i Catalogue of Life.